# Огневое превосходство
Огневое превосходство — военный термин, обозначающий способность частей и сил огневого поражения эффективно решать боевые задачи не допуская значительного противодействия вражеских средств огневого обеспечения. Может быть стратегическим, оперативным и тактическим.
Огневое превосходство создаётся путём количественного и качественного перевеса огневых средств над противником. Достигнуть огневого превосходства возможно также манёвром огневыми средствами, методической борьбой с огневыми возможностями противника, упреждением или внезапностью при открытии огня, его массированием на решающих участках и высокой действительностью.